# Oscar Adler
Oscar Adler, Oskar Adler in tedesco, (Karlsbad, 1879 – 1932) è stato un medico tedesco.

## Biografia
Il dottor Adler svolse approfondite ricerche sulla melanina e sui carboidrati. Nel 1904, insieme al fratello Rudolf (1882-1952), propose un esame presuntivo, chiamato "test di Adler" (con la variante Adler-Marconi, dal nome del medico italiano Venanzio Marconi, a cui all'oxilite viene sostituita l'acqua ossigenata), per stabilire la presenza di sangue: esso fu uno dei primi test sul sangue. Il test, basato sulla benzidina, veniva applicato nelle scienze forensi, ma fu abbandonato negli anni 1970 quando si scoprì che la benzidina è cancerogena. Tale test fu sostituito da quello di Kastle-Meyer.

## Opere
- Adler, Oskar, and Rudolf Adler. "Über das Verhalten gewisser organischer Verbindungen gegenüber Blut mit besonderer Berücksichtigung des Nachweises von Blut." Hoppe-Seyler´ s Zeitschrift für physiologische Chemie 41.1-2 (1904): 59-67.